# Отто Борош
Отто Борош (угор. Ottó Boros, 5 серпня 1929 — 18 грудня 1988) — угорський ватерполіст.
Олімпійський чемпіон 1956, 1964 років, бронзовий призер 1960 року.